# Pseudomyrmex extinctus
Pseudomyrmex extinctus är en myrart som först beskrevs av Carpenter 1930.  Pseudomyrmex extinctus ingår i släktet Pseudomyrmex och familjen myror. Inga underarter finns listade i Catalogue of Life.